# Giuseppe Ricciotti
Giuseppe Ricciotti CRL (ur. 27 lutego 1890 w Rzymie, zm. 22 stycznia 1964, tamże) – włoski duchowny katolicki, kanonik laterański, biblista, historyk, pisarz, opat w Gubbio.

## Biografia
Giuseppe Ricciotti urodził się w rodzinie Giovanniego i Margherity zd. Gasparri w Rzymie 27 lutego 1890 roku. Mając czternaście lat wstąpił do nowicjatu kanoników laterańskich. Pierwszą profesję zakonną złożył 4 marca 1906 roku. W latach 1911–1913 odbył służbę wojskową. Profesję wieczystą złożył 27 sierpnia 1913 roku. W tym samym roku 30 listopada przyjął święcenia kapłańskie. Studia filozoficzno-teologiczne odbył na Papieskim Uniwersytecie Gregoriańskim w Rzymie. Następnie odbył studia na Uniwersytecie Rzymskim oraz na Papieskim Instytucie Biblijnym, uzyskując w 1919 licencjat z biblistyki.
W latach 1914–1918, podczas I wojny światowej, był kapelanem wojskowym. Służył w Austrii i Wenecji. W 1919 służył w Libii. Po wojnie był wykładowcą seminaryjnym w Bolonii i Andorze, ucząc greki, hebrajskiego i Pisma Świętego. W latach 1933–1935 był odpowiedzialnym za formację i studia macierzystego zakonu. Ustanowiony opatem w Gubbio, w latach 1935-1946 pełnił urząd prokuratora generalnego kanoników regularnych przy Stolicy Apostolskiej. Był konsultorem Kongregacji ds. zakonów.
Opat Ricciotti po 1924 wykładał na szeregu uniwersytetach włoskich literaturę hebrajską Starego Testamentu, historię chrześcijańskiego Wschodu, języki biblijne, historię filozofii antycznej i średniowiecznej. Był profesorem Uniwersytetu Rzymskiego, uniwersytetów w Genui i Bari. Zdobył sławę publikując opracowania dotyczące historii biblijnej. Swoje książki drukował w wydawnictwach świeckich, tłumacząc się odmowami wydawnictw katolickich, których właściciele obawiali się jego nowatorskiego podejścia do tematu. Ricciotti uważany był przez środowiska konserwatywne Kościoła za kryptomodernistę i kryptoprotestanta. Dwie z interpretacji biblijnych opata Ricciottiego potępione zostały przez Papieską Komisję Biblijną. Opat był atakowany w formie anonimowej m.in. przez ks. Dolindo Ruotolo OFS. W tej polemice komisja papieska stanęła jednak po stronie Ricciottiego.
W latach 1929–1936 był jednym z redaktorów Enciclopedia Italiana.
W czasie II wojny światowej opat Ricciotti otwarcie opowiedział się przeciwko rasizmowi, zapewniał schronienie prześladowanym ze względu na rasę i poglądy polityczne. Zmarł 22 stycznia 1964 roku w Rzymie.

## Wybrane publikacje
Publikacje dotyczące biblistyki i patrologii:
- Il libro di Geremia, Turyn 1923
- Le Lamentazioni di Geremia, Turyn 1924
- Il libro di Giobbe, Turyn 1924
- Sant’Efrem Siro. Biografia, scritti, teologia, Turyn 1925
- S. Efrem Siro. Inni alla Vergine tradotti dal siriaco, Turyn 1925
- Il Cantico dei Cantici, Turyn 1928
- Nomocanone di Bar-Hebreo, Rzym 1931
- L’Apocalisse di Paolo siriaca, Brescia 1932
- Bibbia e non Bibbia, Brescia 1932
- Storia d’Israele, Turyn 1932-1934 (Dzieje Izraela, wyd. pol. 1956)
- Roma cattolica e Oriente cristiano, Florencja 1935
- Flavio Giuseppe tradotto e commentato, Turyn 1937
- Vita di Gesù Cristo con introduzione critica e illustrazioni, Mediolan 1941 (Życie Jezusa Chrystusa, wyd. pol. 1954, 1955, 1956, 2000)
- Questioni giudaiche, Rzym 1941
- Paolo Apostolo: biografia con introduzione critica e illustrazioni, Rzym 1946
- Le lettere di San Paolo tradotte e commentate, Rzym 1949
- Gli Atti degli Apostoli tradotti e commentati, Rzym 1951
- La «Era dei martiri»: il cristianesimo da Diocleziano a Costantino, Rzym 1953
- L’imperatore Giuliano l’Apostata secondo i documenti, Mediolan 1956
- La Bibbia e le scoperte moderne, Florencja 1957
- Giacinto Gigli: Diario Romano (1608-1670), Rzym 1958